# پیتسپول
پیتسپوهل (به آلمانی: Pietzpuhl) یک منطقهٔ مسکونی در آلمان است که در Möser واقع شده‌است. پیتسپوهل ۲۴۴ نفر جمعیت دارد.